# Луций Манлий Торкват (легат)
Лу́ций Ма́нлий Торква́т (лат. Lucius Manlius Torquatus; IV—III века до н. э.) — римский военачальник из патрицианского рода Манлиев. Упоминается в сохранившихся источниках только один раз — как легат в составе армии пропретора Луция Корнелия Сципиона Барбата (295 год до н. э.), осаждённой в собственном лагере галлами-сенонами или умбрами. Луций возглавил вылазку фуражиров, был окружён врагом, но спасся благодаря наступлению основных сил римлян.